# Asellia patrizii
Asellia patrizii är en däggdjursart som beskrevs av Oscar de Beaux 1931. Asellia patrizii ingår i släktet Asellia, och familjen rundbladnäsor. Inga underarter finns listade i Catalogue of Life.
Artepitet i det vetenskapliga namnet hedrar den italienska naturforskaren Marquis Don Patrizi Naro Montoro.

## Utseende
Arten är med svans 55 till 66 m lång, svanslängden är 13 till 20 mm och vikten varierar mellan 3,4 och 4,4 g. Asellia patrizii har 38 till 43 mm långa underarmar, ett vingspann av 225 till 245 mm, cirka 6 mm långa bakfötter och 12 till 16 mm långa öron. Av svansen ligger 3 till 5 mm utanför svansflyghuden. Håren som bildar ovansidan päls är nästan vita vid roten och gråbruna vid spetsen vad som ger pälsen ett ljust gråbrunt utseende. På undersidan förekommer ljusgrå till vit päls. Huvudet kännetecknas av nakna öron som inte är sammanlänkade med en hudremsa. Hudflikarna på näsan (bladet) har tre utväxter på toppen som påminner om en treudd. Den centrala utväxten är spetsig. Asellia patrizii har en mörkbrun flygmembran och svansflyghuden ser nästan fyrkantig ut.
De övre framtänder är små och de övre hörntänder är robusta. De sistnämnda har ytterligare en spets ungefär vid halva höjden. Den andra arten i samma släkte, Asellia tridens, har längre underarmar.

## Utbredning
Denna fladdermus förekommer i Etiopien och Eritrea. Habitatet utgörs av halvöknar och torra gräsmarker. Individerna vilar i grottor eller redskapsbyggnader och äter insekter.
När exemplar av släktet Asellia upptäcktes på ögruppen Farasan som tillhör Saudiarabien antogs att de tillhör Asellia patrizii. Enligt en revision från 2011 kan de även tillhöra en av släktets två ny beskrivna arter.

## Ekologi
Arten bildar ibland blandade grupper med Asellia tridens. Den flyger främst nära marken när den jagar. Vid en studie mellan september och december 1971 levde honor och hanar tillsammans.

## Bevarandestatus
Troligtvis störs arten när människor besöker grottorna. Asellia patrizii kan antagligen anpassa sig till måttliga landskapsförändringar. IUCN kategoriserar arten globalt som livskraftig.